# Cryptolinyphia sola
Cryptolinyphia sola là một loài nhện trong họ Linyphiidae. Loài này được phát hiện ở Colombia.